# El amor empieza en sábado
El amor empieza en sábado es una película del director español Victorio Aguado Candela estrenada en 1958. Está basada en la novela homónima de María Luz Morales.

## Sinopsis
El señor White, delegado de Hollywood Films, llega a Barcelona para visitar a sus distribuidores. La chica de la sección de programación será su guía.

## Reparto
- Joan Capri
- Pilar Cansino
- Germán Cobos
- Marta Flores
- Manuel Gas
- María Martín
- Juanjo Menéndez
- Elisa Montés
- Gina Montes
- Erika Remberg
- Gustavo Rojo
- Alberto Dalbes